# Mnesilochus imitator
Mnesilochus imitator är en insektsart som först beskrevs av Brunner von Wattenwyl 1907.  Mnesilochus imitator ingår i släktet Mnesilochus och familjen Phasmatidae. Inga underarter finns listade i Catalogue of Life.